# Petr Benda
Petr Benda (Jihlava, 25 marzo 1982) è un cestista ceco.
Alto 204 cm, gioca come centro.

## Carriera
Con la Rep. Ceca ha disputato tre edizioni dei Campionati europei (2007, 2013, 2015).

## Palmarès
- Campionato ceco: 15

ČEZ Nymburk: 2007-08, 2008-09, 2009-10, 2010-11, 2011-12, 2012-13, 2013-14, 2014-15, 2015-16, 2016-17, 2017-18, 2018-19, 2019-20, 2020-21, 2021-2022